# Фелікс Відвальд
Фелікс Відвальд (нім. Felix Wiedwald, нар. 15 березня 1990, Тедінггаузен) — німецький футболіст, воротар клубу «Еммен».

## Ігрова кар'єра
Народився 15 березня 1990 року в місті Тедінггаузен. Фелікс в дитинстві займався гандболом, почав свої заняття футболом в дитячій команді «Ахім», виступаючи на позиції нападника. У віці 9 років він перейшов в юнацьку команду «Вердера». У складі бременців Відвальд вигравав юнацький і молодіжний чемпіонат Німеччини, завдяки чому у січні 2009 року молодий воротар був запрошений на тренувальні збори з основним складом. 
З сезону 2009/10 почав виступати в Третій лізі за другу команду «Вердера», в якій дебютував 26 вересня 2009 року у грі проти «Карл Цейса». У тому сезоні Фелікс провів 15 ігор, з них у трьох зберіг свої ворота в недоторканності. У лютому 2010 року голкіпер підписав свій перший професійний контракт терміном на 2 роки. У сезоні 2010/11 Відвальд зіграв 24 матчі, пропустив 35 м'ячів. Втім за першу команду Фелікс так жодної гри і не провів.

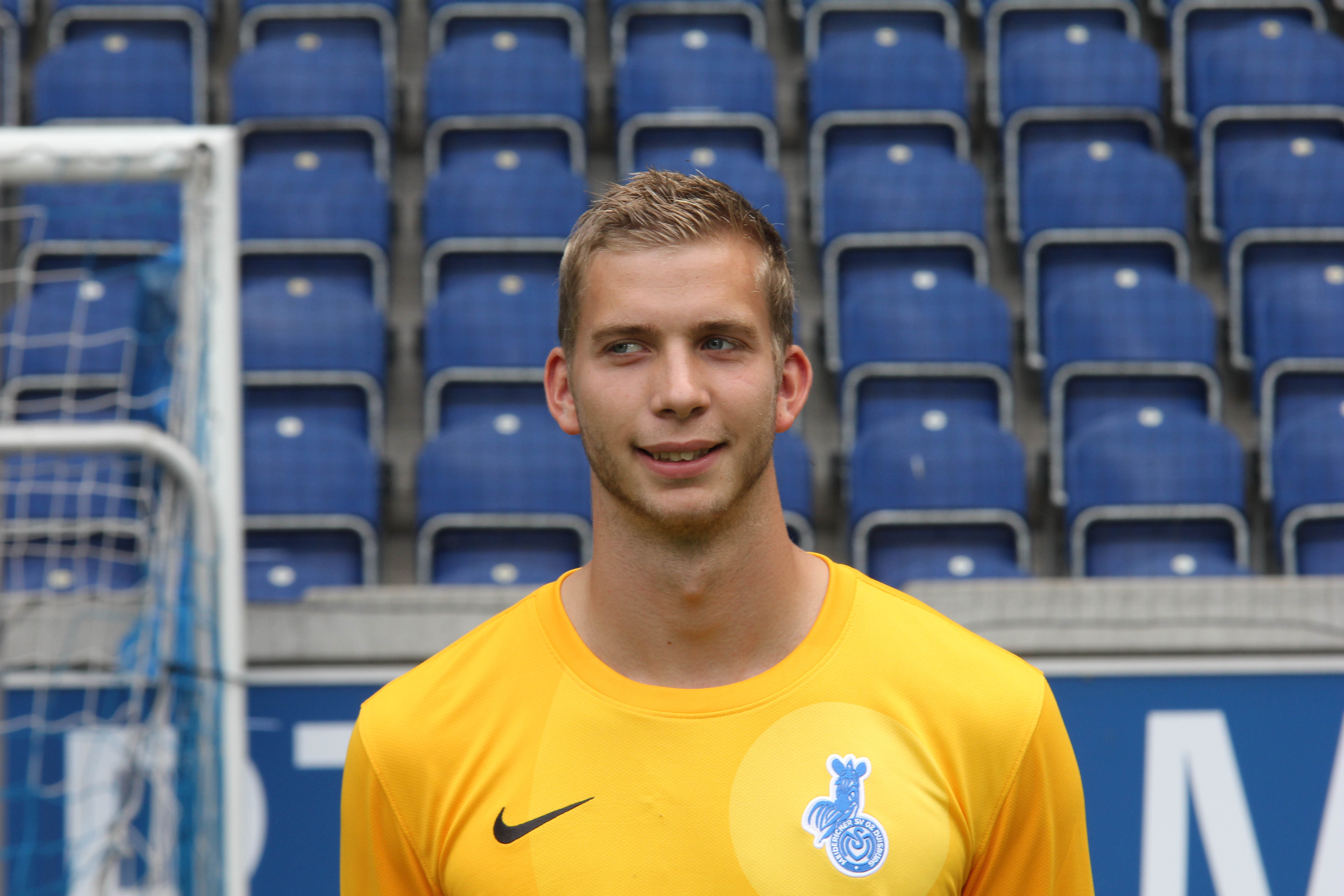
Відвальд у складі «Дуйсбурга»

Влітку 2011 року Фелікс перейшов в "Дуйсбург», який виступав у Другий Бундеслізі. У новій команді став дублером Флоріана Фромловіца, тому свій дебютний матч на новому рівні він провів 18 листопада 2011 року проти брауншвейгського «Айнтрахта». Проте в подальшому Відвальду вдалося витіснити більш досвідченого колегу зі стартового складу. У сезоні 2012/13 провів 27 ігор, з них дев'ять «на нуль». 31 жовтня 2012 року в матчі Кубка Німеччини проти «Карлсруе» був вилучений з поля на 89-й хвилині за кидок м'ячем у бік арбітра, який розцінив це як неспортивну поведінку і показав червону картку гравцеві.
Влітку 2013 року «Дуйсбург» не зміг продовжити ліцензію і був переведений в Третю лігу. Фелікс залишив клуб і перейшов у франкфуртський «Айнтрахт». Перший матч за нову команду Фелікс провів у заключному матчі групового етапу Ліги Європи проти кіпрського АПОЕЛа. У новій команді був дублером Кевіна Траппа, тому отримав шанс зіграти лише у сезоні 2014/15, коли Трапп зазнав травму, втім після відновлення повернув собі місце на полі.
26 травня 2015 року Відвальд повернувся в рідний «Вердер», де відразу витіснив з основи Рафаеля Вольфа і протягом першого сезону був основним воротарем клубу, зігравши 39 ігор в усіх турнірах. Втім на початку сезону 2016/17 Відвальд поступився позицією номер один новачку Ярославу Дробному, однак у другій половині сезону повернувся в основу і провів 26 іграх, допомігши клубу посісти 8 місце в Бундеслізі. 
Після того як у червні 2017 року до клуба прийшов Їржі Павленка, який позиціонувався як новий «номер один» у клубі, Відвальд змушений був покинути клуб і 30 червня 2017 року підписав трирічний контракт з англійським клубом «Лідс Юнайтед» з Чемпіоншипу. Німець розпочав сезон як основний гравець, але після ряду помилок уступив місце дублеру Енді Лонергану, який також себе не проявив і Відвальд повернувся до основи. Втім і цього разу німець припускався помилок, і після чергової помилки проти «Брістоль Сіті», яка призвела до голу, експерт Sky Sports і колишній воротар «Лідс Юнайтед» та збірної Англії воротар Пол Робінсон, сказав що «Лідсу» потрібен ще один воротар. А головний тренер клубу Пол Гекінгботтом навіть вдавався до то, що випускав у основі молодого воротаря Бейлі Пікока-Фіррела. В підсумку Відвальд зіграв за сезон у 30 іграх в усіх турнірах.
19 червня 2018 року Відвальд повернувся в «Айнтрахт», але знову став лише дублером Кевіна Траппа.
2 січня 2019 на правах оренди на пів року став гравцем «Дуйсбурга».
5 жовтня 2020 року перейшов до складу «Еммена».